# Joan Blanca
Joan Blanca (segle xv - abans de 1483) -incorrectament esmentat com Joan Blanques per alguns autors- va ser un burgès de Perpinyà, cònsol en cap de la capital del Rosselló durant el setge de Perpinyà del 1474. La seva figura esdevingué un referent a la literatura historiogràfica romàntica catalana.

## Biografia
Joan Blanca fou un burgès de Perpinyà que tenia molins de farina al riu Tet i a la Bassa, al seu pas per Perpinyà, i que exercia de Cònsol en Cap (alcalde) de Perpinyà durant el setge de Perpinyà del 1474-1475 per part de les tropes de Lluís XI. Possiblement  hagué de patir la mort del seu fill, que hauria estat, executat juntament amb el governador dels Comtats Bernat d'Oms i de Santapau, a mans dels ocupants francesos. 
| «                                                                                 | Avui, dia de santa Llúcia, hom ha executat al castell [el castell de Perpinyà estava en mans franceses, mentre que la ciutat romania en poder dels catalans] en Bernat d'Oms i el fill de Joan Blanca. Aquest malaurat jove, víctima de l'adhesió del seu pare a la causa nacional, morí gairebé davant dels seus ulls, car Joan Blanca estava reclòs a Perpinyà | » |
| — Dels registres del notari Bonfill en una versió discutida per Francesc de Fossà | |   |

Després de vuit mesos d'un setge molt dur , Joan II ordenà que la ciutat es rendís a les tropes franceses (per l'heroica resistència, concedí a Perpinyà el títol de Fidelíssima Vila). La repressió francesa fou molt severa, i Blanca hagué de veure com els seus béns eren confiscats i atorgats a Régnaud de Chesnay, governador de Montpeller i capità de Salses. El 1483, dos censos que pertanyien a l'heretat de Joan i Pere Blanca de Perpinyà van ser objecte d'un contracte de compra-venda, cosa que evidenciaria que Joan Blanca ja era mort en aquell moment. Després de la recuperació del Rosselló per la corona d'Aragó el 1493, un Pere Blanca va ser nomenat batlle de Salses, i el 1494 percebia una pensió de les rendes de Prats de Molló, Montboló, Cortsaví, la Bastida i Conat.

### Joan Blanca en la literatura
La figura de Joan Blanca va ser engrandida per la literatura romàntica, basant-se en una llegenda (possiblement treta dels Anales de la Corona de Aragón de Zurita) que feia que les tropes franceses haurien demanat la rendició de Perpinyà a Joan Blanca, amenaçant d'occir-ne el fill si no els retia la ciutat, i que aquest els hauria ofert el seu ganivet, en una acció que emulava a la similar atribuïda a Guzmán El Bueno. La poesia A Barcelona (1859), d'Eusebi Pascual, el romanç històric Joan Blancas d'Enric Claudi Girbal (1866) i el drama Joan Blanques de Francesc Ubach i Vinyeta (1879) contribuïren a alimentar el mite, emparellant les figures de Blanca i Guzman. Posteriorment, però, Víctor Balaguer (Historia de Cataluña y de la Corona de Aragón, 1880), i altres historiadors coetanis seus com Jean Capeille aigualiren el vi mostrant el seu escepticisme sobre la veracitat del proclamat sacrifici.

### Distincions i reconeixements moderns
L'ajuntament de Perpinyà convoca, des del 1994, el Premi Joan Blanca per a distingir dues personalitats que consideri vinculades a la defensa de la cultura catalana amb un veritable compromís i fidelitat a Perpinyà. Al llarg dels anys ha guardonat cantants com Jordi Barre, escriptors com Renada Laura Portet o polítics com Joan Pau Alduy.
Des del 1907, el nom del carrer "Joan Blanques" del barri de Gràcia de Barcelona (amb el nom incorrecte, segurament per influència del drama fabulat de Francesc Ubach) i, des del 1975, una placa a la façana del Castellet de Perpinyà, recorden la figura del perpinyanenc.